# Ванденбос, Конни
Конни ван ден Бос (нидерл. Conny Vandenbos, урожд. — Якоба Адриана Холлестелле (нидерл. Jacoba Adriana Hollestelle); 16 января 1937, Гаага, Нидерланды — 7 апреля 2002, Амстердам, Нидерланды) — нидерландская певица, представительница Нидерландов на конкурсе песни «Евровидение-1965».

## Биография

### Детство и первые годы
Конни родилась 16 января 1937 года в Гааге. Ван ден Бос родилась в семье парикмахера Йоханнеса Антониуса Холлестелле и Петронеллы Вернер. Является сестрой нидерландского певца Питера Холлестелле.

### Карьера
Конни начала свою певческую карьеру в 1960 году, участвовав в местных шоу. В 1961 году записала контракт со звукозаписывающей компанией «Phonogram Records». Она принимала участие в первом эпизоде «Шоу Руди Каррелла» и участвует в 1961 году в шоу Брюса Лоу «VARA».
В 1964 году она создала собственное телешоу «Zeg Maar Conny» для нидерландской общественной телекомпании NCRV.

### Евровидение

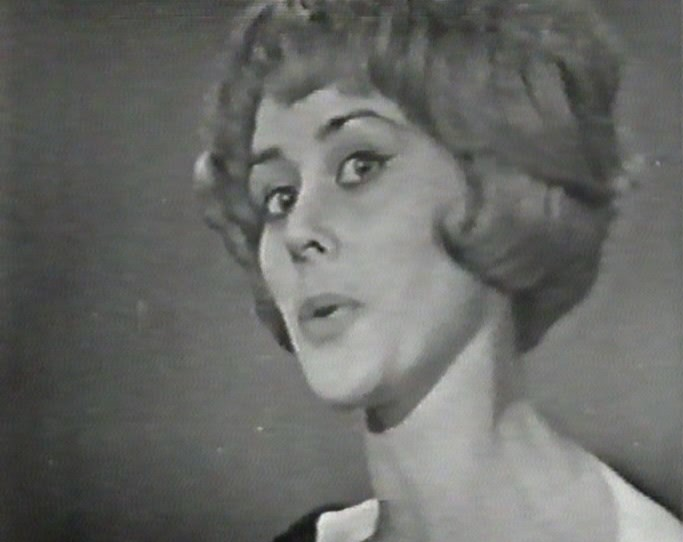
Конни ван ден Бос выступает на Евровидении-1965

Конни участвовала в национальном отборе на конкурс песни «Евровидение-1962». Композиция «Zachtjes» заняла третье место, набрав 138 баллов.
В 1965 году снова приняла участие в национальном отборе на конкурс песни «Евровидение-1965». Композиция «t is genoeg» одержала победу в отборе с 13 баллами, что дало возможность исполнительнице представить Нидерланды на 10-м конкурсе песни «Евровидение-1965». Конкурс проводился 20 марта в итальянском городе Неаполь. С результатом в 5 баллов она финишировала одиннадцатой.

### Дальнейшая жизнь и карьера
В 1966 году Конни выпустила свой первый радио-хит «Ik Ben Gelukkig Zonder Jou». Несмотря на большую популярность, в начале 1970-х годов покидает звукозаписывающую компанию «Phonogram Records», подписав контракт с «Basart Records» в январе 1973 года.
В дальнейшем исполнительница выпускает множество синглов, которые впоследствии становились популярными в Европе.

## Личная жизнь
В 1959 году Конни зарегистрировала брак с Вимом ван ден Босом, в котором родилась дочь Карин. В 1965 году брак распался, однако Конни оставила фамилию из-за того, что она была популярна под этим псевдонимом.
Второй брак певицы состоялся с гитаристом Гером Фабером, в котором родился сын Йерун.

## Смерть
В марте 2002 года Конни диагностировали рак лёгкого. 7 апреля скончалась после непродолжительной борьбы с болезнью.
Конни ван ден Бос была похоронена на кладбище Рустхоф в Леусдене.

## Награды
В 1976 году Конни ван ден Бос была награждена «Золотой Арфой» за свой успешный альбом Zo Wil Ik Leven, а в 1993 году была награждена золотым диском за свой альбом 14 Grootste Hits Van Conny Vandenbos.